# Jacky Terrasson
Jacques-Laurent Terrasson (Berlín, 27 de noviembre de 1965) es un pianista y compositor de jazz franco-estadounidense, más conocido como Jacky Terrasson.

## Biografía
Jacky Terrasson nació en Alemania el 27 de noviembre de 1965. Su madre es afroamericana estadounidense nacida en Georgia y trabajó como decoradora de interiores y su padre, informático, es francés.  Vivió en París hasta los veinte años y estudió en el Liceo Lamartine. A los cinco años comenzó a estudiar piano clásico y se inició en el jazz de la mano de Jeff Gardner y Francis Paudras, fotógrafo y pianista aficionado, amigo de Bud Powell.
En 1984, por consejo de Francis Paudras, obtuvo una beca de dos semestres para estudiar jazz en el Berklee College of Music de Boston. Allí conoció a los pianistas Ray Santisi y Danilo Pérez, al saxofonista Javon Jackson y al guitarrista Mark Whitfield. Actuaba por entonces con regularidad en Wally's, un club de jazz de Boston, donde tocaba el órgano B-3, antes de conseguir una actuación de diez meses en Blondie's, un club de Chicago con el bajista Dennis Carroll.
Regresó a Francia en 1988 para hacer el servicio militar y al finalizar regresó a Estados Unidos para instalarse en Nueva York en 1990, donde se unió a la banda de Art Taylor durante un año y medio. En 1992, grabó su primer álbum con su propio nombre, en cuarteto con el saxofonista Antoine Roney, el bajista Ugonna Ukegwo y el baterista Leon Parker para el sello Jazz aux Remparts.
En 1993 ganó el prestigioso concurso internacional de piano del Thelonious Monk Institute of Jazz. Ese mismo año, conoció a Betty Carter en la sesión de grabación del primer álbum de su amigo Javon Jackson, When The Time is Right, y la acompañó en una gira mundial de diez meses. En 1995, The New York Times nombró a Jacky Terrasson «entre los artistas que podrían cambiar la cultura del jazz de los próximos treinta años», y varias compañías discográficas empezaron a interesarse por él, llegando entonces a un acuerdo con el sello Blue Note. En 1998, participó en Betty Carter's Jazz Ahead, una residencia internacional para músicos y compositores de jazz en el John F. Kennedy Center for the Performing Arts de Washington D. C.
Terrasson colabora habitualmente con el baterista y percusionista Leon Parker y el bajista Ugonna Okegwo en el trío del que es líder. También ha trabajado con Stéphane Belmondo, Michael Brecker, Mino Cinélu, Michel Portal, Adam Rodgers y Cécile McLorin Salvant, entre otros. Los Angeles Times señaló a Terrasson como «un pianista con una brillante imaginación improvisadora». En 2007 publicó Mirror, su primer álbum de piano en solitario.

## Discografía
| - Moon and Sand con Tom Harrell (Jazz Aux Ramparts, 1991) - Jacky Terrasson (Blue Note, 1994) - Reach (Blue Note, 1995) - Rendezvous con Cassandra Wilson (Blue Note, 1997) - Alive (Blue Note, 1998) - What It Is (Blue Note, 1999) - A Paris... (Blue Note, 2000) - Kindred con Stefon Harris (Blue Note, 2001) - Smile (Blue Note, 2002) - Into the Blue con Emmanuel Pahud (Blue Note, 2003) - Mirror (Blue Note, 2007) - Push (Concord Jazz, 2010) - Gouache (Universal, 2012) - Take This (Impulse!, 2015) - Mother con Stéphane Belmondo (Impulse!, 2016) - 53 (Blue Note, 2019) Con Ry Cooder - Music from the Motion Picture Primary Colors (MCA, 1998) - Chavez Ravine (Nonesuch, 2005) - My Name Is Buddy (Nonesuch, 2007) | Con otros - Seth Air, Wallace Roney (Muse 1991) - As We Speak, Jesse Davis (Concord Jazz, 1992) - Ray Brown's New Two Bass Hits, Ray Brown (Capri, 1992) - Wailin' at the Vanguard, Art Taylor (Verve, 1993) - When the Time Is Right, Javon Jackson (Blue Note, 1994) - Freedom Jazz Dance, Eddie Harris (Venus, 1997) - Telepathy, Cindy Blackman (Muse, 1994) - Quiet After the Storm, Dianne Reeves (Blue Note, 1994) - Above and Below, Leon Parker (Epicure, 1994) - The Traveler, Antoine Roney (Muse, 1994) - For One Who Knows, Javon Jackson (Blue Note, 1995) - Heaven, Jimmy Scott (Warner Bros., 1996) - In the Now, Cindy Blackman (Highnote, 1998) - Fascinoma, Jon Hassell (Water Lily Acoustics, 1999) - Stefano di Battista, Stefano di Battista (Blue Note, 2000) - Live at the Blue Note, Irvin Mayfield and Jaz Sawyer (Half Note, 2000) |